# 沙浦站
沙浦站（又名沙埔站），位于中国广东省广州市增城区沙埔社区（原沙埔镇），为广深铁路已撤销的车站。
根据资料推测，沙浦站建站时间约为20世纪20至30年代。1949年后，本站继续作为旅客乘降所使用。
1990年代末期，广州至深圳唯一的慢车——843/844次普通旅客列车已不停靠本站；2004年，本站正式停办客运业务。随后广深铁路启动第四线建设，本站被拆除。现时沙埔社区仍保留通向车站原址的道路“火车站路”。